# الشرق الأوسط (جريدة)

الشعار القديم للجريدة

جريدة الشرق الأوسط، صحيفة عربية دولية. ورقية وإلكترونية يتنوع محتواها ليغطي الأخبار السياسية الإقليمية، والقضايا الاجتماعية، والأخبار الاقتصادية، والتجارية، والأخبار الرياضية والترفيهية، إضافة إلى 21 ملحقاً متخصصاً. أسسها الأخوان هشام ومحمد علي حافظ، وصدر العدد الأول منها في 4 يوليو 1978م. تصدر في لندن باللغة العربية، عن شركة نشر المملوكة من قبل المجموعة السعودية للأبحاث والإعلام وهي شركة مطروحة في تداول. وهي صحيفة يومية شاملة، ذات طابع إخباري عام، موجه إلى القراء العرب في كل مكان.

## نبذة
- أنشئت الجريدة سنة 1977م وتوزع في جميع أنحاء العالم، وتنقل بالأقمار الصناعية إلى كل من الظهران، والرياض، وجدة، والكويت، والدار البيضاء، والقاهرة، وبيروت، ودبي، وفرانكفورت، ومرسيليا، ومدريد، ونيويورك. تأخذ الجريدة موقفا معتدلا بخصوص قضية الصراع العربي الإسرائيلي بالمقارنة بالصحف العربية الأخرى.[4] وبسبب "حركتها نحو الاعتدال والتقارب مع العالم الخارجي"'.[5]
- ولدت فكرة إنشاء الجريدة في يوليو 1977 بعد سنتين من تأسيس هشام ومحمد علي حافظ صحيفة «عرب نيوز» باللغة الإنجليزية في السعودية، فعندما كان أحد الناشرين - هشام - في إجازة بإسبانيا، فكر بسبب غياب صحيفة دولية مثل «الإنترناشونال هيرالد تريبيون» بإنشاء صحيفة لكن باللغة العربية.
- في عام 2003 احتفلت «الشرق الأوسط» بـ«يوبيلها الفضي»، ذكرى مرور 25 سنة على تأسيسها.[6]
- في يونيو 2010 احتفلت «الشرق الأوسط» بإطلاق طبعتها الخاصة من دولة قطر.[7]
- في عام 2013 احتفلت صحيفة «الشرق الأوسط» بمرور 35 عامًا على تأسيسها، وإطلاق موقعها الإلكتروني الجديد.[8]
- في مايو 2023 أعلنت الشرق الأوسط عن عملية تطوير رقمي متكاملة لمنصاتها وحساباتها المختلفة ونسختها المطبوعة، وشمل التطوير موقعها الإلكتروني وطرح تطبيق تفاعلي للهواتف المحمولة، إلى جانب قناة الـ"بودكاست" والنشرات البريدية اليومية، إضافة إلى تحديث منصات التواصل الاجتماعي.[9]

## الإدارة
يتكون الطاقم الذي يسهر على عمل الجريدة، من رئيس التحرير، ومساعدين لرئيس التحرير، بالإضافة إلى عدد كبير من المحررين، ومن المراسلين الذين يغطون أهم المدن في القارات الخمس، وهذه قائمة بأبرز مدراء المكاتب والمراسلين حتى يناير 2016: [بحاجة لمصدر]
- بيروت: ثائر عباس
- القاهرة: ياسر عبد العزيز
- الرياض: ناصر الحقباني
- باريس: ميشال أبو نجم
- المغرب: حاتم البطيوي
- الإمارات العربية المتحدة: مساعد الزياني
- رام الله: كفاح زبون
- تل أبيب: نظير مجلي
- واشنطن: هبة القدسي
- الخرطوم: أحمد يونس

## رؤساء التحرير
تعاقب على رئاسة تحريرها كل من:
- جهاد الخازن (1978 - 1980).
- هشام ومحمد علي حافظ (1980).
- محمد معروف الشيباني (1980 - 1982).
- عرفان نظام الدين (1982 - 1987).
- عثمان العمير (1987 - 1998).
- عبد الرحمن الراشد (1998 - 2003).
- محمد العوام (2003 - 2004).
- طارق الحميد (2004 - 2012).
- عادل الطريفي (2012 - 2014).
- سلمان يوسف الدوسري (2014 - 2016).
- غسان شربل (من 2016 - إلى الآن).[6]

## إدارة التحرير
- مساعد رئيس التحرير: عيدروس عبد العزيز
- مساعد رئيس التحرير: زيد بن كمي
- مدير التحرير: محمد هاني

## أبواب الجريدة
تحتوي على 32 صفحة يومية، الأولى والثانية، والأخيرة وما قبل الأخيرة باللون الأخضر. تخصص عادة 11 صفحة للأخبار المتفرقة، وأربع صفحات لعالم النشر والكتابة، وأربع صفحات للاقتصاد، وثلاث صفحات لليوميات والمنوعات وصفحتين أخرى ين للرأي، في حين تخصص الصفحة الأخيرة للمنوعات. وتعتمد في نشر الخبر على النص والصورة، كما أنها تفسح مجالا واسعا للإعلانات الإشهارية.
منذ نهاية 2004 تميزت الجريدة باصدار ملاحق أسبوعية في مختلف المجالات يشرف عليها صحافيون متخصصون في المقر الرئيسي بلندن، وهي كالتالي:
- ملحق حصاد الأسبوع
- ملحق الصحة
- ملحق التقنية
- ملحق لمسات
- ملحق الإعلام
- ملحق السفر والسياحة
- ملحق فنون وأنغام
- ملحق اليوميات (يومي)

## الإساءة إلى زيارة كربلاء
في 20 نوفمبر 2016 نشرت صحيفة الشرق الأوسط خبرا نسب إلى منظمة الصحة العالمية تتحدث عن حالات حمل غير شرعي أثناء الزيارة الأربعينية إلى مرقد الإمام الحسين نتيجة الختلاط بين الإيرانيين فيما لاقت الصحيفة أستنكارات وأدانات واسعة شملت مختلف شرائح المجتمع العراقي ودانت منظمة الصحة العالمية التقرير الذي نسب اليها وأعتبرته خبر (عار عن الصحة) يسيء إلى الزيارة المليونية إلى كربلاء.

## وصلات خارجية
- الموقع الرسمي